# Szikomorfa
A szikomorfa vagy szikomorfüge (Ficus sycomorus) a rózsavirágúak (Rosales) rendjébe és az eperfafélék (Moraceae) családjába tartozó faj, amelyet az emberiség régóta kultúrnövényként termeszt.

## Előfordulása
A növény Afrikában, a Száhil övtől délre és a Baktérítőtől északra őshonos, Közép-Afrika nyugati, esőerdővel borított területeinek kivételével. Ugyancsak őshonosan nő az Arab-félsziget déli részén és Madagaszkár egy igen kicsi részén, Ciprus szigetén, Libanonban – ahol a híres „Gemmayzeh-út” neve a növény arab nevéből (gemmayz) ered –, valamint  meghonosították Izraelben és Egyiptomban. Természetes élőhelyén a fa tápanyagokban gazdag talajokon él a folyók mentén, de változatos növényvilágú erdőségekben ugyancsak megtalálható.

## Megjelenése
A szikomorfa kb. 20 méter magas fává nő, lombkoronája sűrű, kb. 6 méter széles. Kb. 14 cm×10 cm-es lekerekített, szív alakú levelei csigavonalban helyezkednek el az ágak körül. A levél durva tapintású, felső része sötétzöld, alsó fele valamivel világosabb, és feltűnő sárga erek tarkítják. A levélnyél 0.5–3 cm hosszú és bolyhos. Termése nagy, ehető kb. 2-3 centiméter átmérőjű füge, színe barnászöld, sárga vagy vörös is lehet. A termés vastag csomókban nő hosszú ágacskákon vagy ágzugokban. A virágzás és terméshozás egész évben folyamatosan történik, csúcsidőszaka július-december. Kérgének színe sárgászöldtől narancssárgáig terjedhet és papírszerű csíkokban hámlik. A többi fügeféléhez hasonlóan tejnedvet tartalmaz.
Az ókori Egyiptomban Hathor istennő szent fája volt.
Angliában gyakran a juharfát illetik a sycamore szóval, az Amerikai Egyesült Államokban a platánféléket.

## Fordítás
Ez a szócikk részben vagy egészben  a   Ficus sycomorus című angol Wikipédia-szócikk fordításán alapul.  Az eredeti cikk szerkesztőit annak laptörténete sorolja fel. Ez a jelzés csupán a megfogalmazás eredetét és a szerzői jogokat jelzi, nem szolgál a cikkben szereplő információk forrásmegjelöléseként.